# بتشول اسكويرولي
بتشول اسكويرولي (الاسم العلمي:Pogostemon esquirolii) هو نوع من النباتات يتبع جنس البتشول من الفصيلة الشفوية.